# Misterio (serie de televisión)
Misterio es una serie de televisión peruana emitida por Frecuencia Latina estrenada en el 2005. Está inspirada en la obra de teatro peruana Un misterio, una pasión siendo escrita y dirigida por Aldo Miyashiro (el mismo creador del drama teatral), que se estrenó en 2004.

## Argumento
Percy es un joven de clase media, buen hijo, con un trabajo estable y un gran amor al club de sus amores, Universitario de Deportes. Después de una pelea en un bar, Percy y su amigo Caradura conocen a otros hinchas de la "U" y quedan en encontrarse otro día sin imaginar que en ese punto empezaría un gran cambio en sus vidas… sobre todo para Percy, donde las drogas, el alcohol y su amor inacabable por la "U" terminarían por acabar con su vida.

## Historia
Percy es un joven de clase media, buen hijo, con un trabajo estable en la Bolsa de Valores de Lima y un gran amor al club de sus amores, Universitario de Deportes. Después de una pelea en un bar donde pelearon con otros hinchas de Alianza Lima, Percy y su amigo Caradura conocen a otros hinchas de la "U" y quedan en encontrarse otro día sin imaginar que en ese punto empezaría un gran cambio en sus vidas. Percy y Caradura acuden a un local donde con otros hinchas de la "U" fundan la "Barra Norte" debido a que los hinchas de la tribuna Oriente del Estadio Lolo Fernández no son activos hinchas ni alientan con ganas, además de ser la tribuna norte más accesible a los hinchas. La trama continua con las historias de cada personaje que viven dramas en sus vidas: Tyson, El burrito y Freeman forman una banda dedicada a robos; Percy (Misterio) tiene problemas familiares y se refugia en las drogas y el alcohol para mitigar dichos conflictos; Caradura y el Nene quienes se muestran activos miembros de la barra deciden alejarse de ese entorno para dedicarse a trabajar y estudiar; Yutay es un drogadicto que pierde a su mujer e hijo debido a su vicio poco a poco se rehabilita y se vuelve un padre responsable; el Killer, quien siente una gran pasión por la U, se enamora de una joven adinerada y ambos inician un romance; El chacal, que es el cerebro del grupo, se muestra siempre prudente, amical y sensato. El grupo de amigos poco a poco se va desintegrando debido a hechos de violencia y dramas personales hasta que al final los personajes se dividen en finales felices y otros con desenlaces tristes y dramáticos: El Nene formaliza un romance con Lorena y tiene dos hijos; Burrito deja de ser delincuente y se vuelve cristiano dada la muerte de su hermana Rita que padecía autismo; Tyson es enviado a prisión por homicidios en atracos que cometió; Yutay se vuelve un padre de familia responsable y vuelve con su mujer Irene, Caradura muere a manos de hinchas aliancistas quienes le confunden con Misterio; Misterio muere por jugar el macabro juego de la ruleta rusa en una reunión con amigos; El chacal, quien narra la historia en primera persona, se une en noviazgo con Nadia, dejando a La Loca por ella; el Killer se va a vivir con su novia a Tacna. Al final de la serie Chacal canta al lado de la tumba de Misterio el famoso tema de la Trinchera Norte "porque te quiero tanto te vine a ver".

## Reparto
Muchos nombres de los personajes de la obra de teatro fueron modificados especialmente para la miniserie: 
- Percy (Misterio): Pietro Sibille
- Caradura: Aldo Miyashiro
- Chacal: Gonzalo Molina
- Carlos: Sergio Galliani
- El Nene: Emilram Cossío
- Lucía: Nishme Súmar
- Burrito: Pablo Saldarriaga
- Tyson: Haysen Percovich
- Yutay: Carlos Solano
- Killer: Gilberto Nué
- Panthro: Héctor Febres
- Negro: Fabio Pérez
- La Loca: Karen Tavera
- Claudia: Denise Arregui
- Nadia: Érika Villalobos
- Tía Silvia: Nancy Cavagnari
- Juana: Norka Ramírez
- Freeman: André Silva
- Lucky: Luis Fernando Hidalgo
- Chemical: Giuliano Salazar
- Chuky: Diego López
- Mamá de Misterio: Orietta Foy
- Papá de Misterio: Ricardo Mejía
- Capitán Luján: Juan Manuel Ochoa
- Ronald Hurtado: Iván Chávez
- Nichole: Mariana de Althaus
- Julieta: Wendy Vásquez
- Irene: Sylvia Majo
- Rita: Carolina Infante
- Lorena: Albertina Chappa
- Vanessa: Abril Cárdenas
- Lissette: Lita Baluarte
- Cristina: Leslie Stewart
- Marisa: Vanessa Vizcarra
- Daniel: Roberto Ruiz
- Diego: Giovanni Ciccia
- Juan Carlos (novio de Nichole): Rómulo Assereto
- Mozo: Carlos Galiano
- Junior (hijo de Yutay): Pablo Ucañay
- Santiago (hijo de Carlos): Joaquín Escobar
- Periodista: Mario Renjifo
- Barrista de Alianza: Pablo Suyón
- Barrista de Alianza: Emilio Berrocal

## Banda sonora
Otro de los méritos de esta serie fue su banda sonora, donde desfilaron buenos exponentes de la música «underground» peruana.
- Álec Marambio — Muerte
- Arturo Pomar Jr. — Pega
- Caudillismo y Pedigree — Mi perro poodle tiene pulgas negras
- Catervas — Moonset
- Cementerio Club — Inmortales
- Cementerio Club — La Bruma
- Contracorriente — Vencedor
- Contracorriente — Fatal
- Cuchillazo — Máquina
- Cuchillazo — Escribir todo de nuevo
- Cuchillazo — Colgado
- Cuchillazo — Tapla
- Cuchillazo — Estoy tranquilo
- Cuchillazo — Granjero infame
- D'Mente Común — Sangre
- D'Mente Común — Demente
- D'Mente Común — Al final
- El Hombre Misterioso — Distancia
- GAIA — La nueva
- Hermanos Brother — En casa (Cover de G-3)
- Inyectores — Bombardero
- Inyectores — En un rincón
- La Sarita — Más poder
- La Sarita — Colegiala
- Leusemia — El hombre que no podía dejar de masturbarse
- Luifer — Lejos
- Luifer — De regreso
- Luifer — Puñaleros
- Ni Voz Ni Voto — Soñadores
- Ni Voz Ni Voto — Soberbia
- Ni Voz Ni Voto — Abre los ojos
- Sabor y Control — Ojos claros
- Theremyn_4 — Deconstruyendo Tokio
- Turbopótamos — Nakever
- Zen — Quédate
- La Sarita — Más Poder
- La Sarita — Nos quieren gobernar

## Recepción
La serie alcanzó récords de 18.3 puntos de audiencia, en que compitió contra Magaly TeVe.